# Moriaanshoofd (Alkmaar)
Het rijksmonumentale pand Moriaanshoofd is een voormalig patriciërshuis aan de Langestraat in de Noord-Hollandse plaats Alkmaar. Het pand is in de eerste helft van de 18e eeuw gebouwd en werd op 10 december 1969 ingeschreven in het monumentenregister. Het pand maakt onderdeel uit van het oude Stadhuis van Alkmaar.

## Geschiedenis
De Moriaanshoofd heeft zijn naam te danken aan de functie die het pand in 1820 verkreeg: die van (stads)herberg. De herberg heette zo omdat er een gaper in de vorm van een morenkop aan de gevel hing. Dit was een verwijzing naar de apothekers die dergelijke hoofden als uithangborden gebruikten om aan te geven dat er medicijnen te krijgen waren. In de herberg was ook "een goed" medicijn te verkrijgen. Het pand is daarvoor ook ambtswoning geweest van burgemeesters en van een rechter. De rechter, Simon Schagen, liet de woning geheel verbouwen. Tot op de dag van vandaag heeft het pand nog de voorgevel die het kreeg in opdracht van Schagen.
Na een restauratie in 1979 werd het Moriaanshoofd ingelijfd bij het oude gotische Stadhuis. In 2012 werd dit deel opnieuw gerestaureerd.

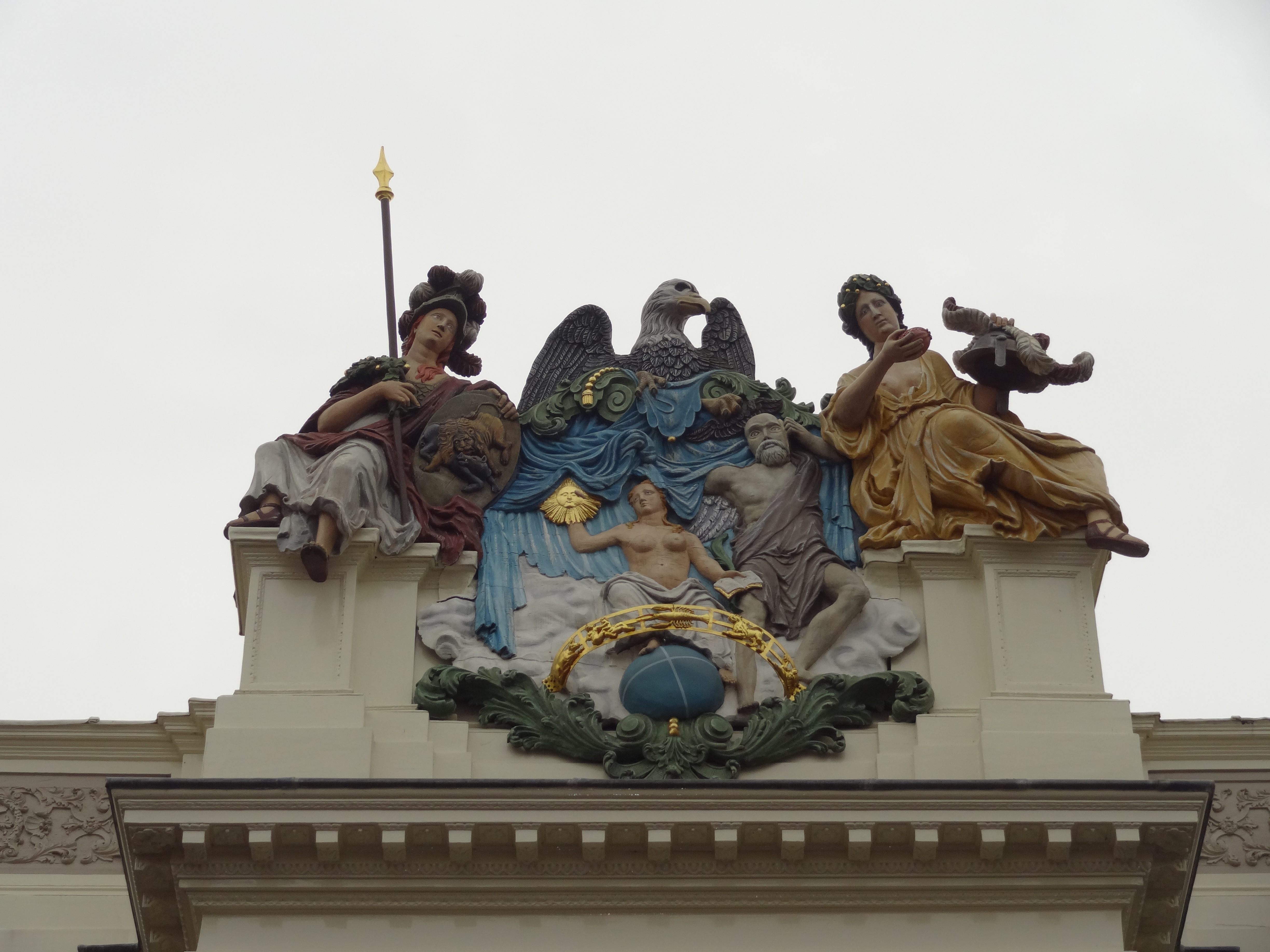
De beeldengroep boven op de erker.

## Exterieur
De voorgevel bestaat uit vijf traveeën, met in de middelste travee de voordeur en op de verdieping een erker. De erker wordt ondersteund door consoles. Boven op de erker staat een rijk gebeeldhouwde houten bekroning. De bekroning staat symbool voor de rechtspraak en voor de voormalige bewoner van het pand: Simon Schagen, die zelf rechter was. De voorstelling is van de goede rechter in de vorm van de adelaar, de figuren naast de voorstelling zijn personificaties van Dapperheid en Eerlijkheid (met helm) en de ander is de Overwinning (lauwerkrans) en Eendracht (granaatappel). Tussen de twee vrouwen in een andere voorstelling van de Naakte Waarheid met naast haar Vader Tijd. Aan de onderkant zijn ook symbolen aangebracht waar een goede rechter over moet beschikken: waakzaamheid (staat er twee keer een keer in de vorm van een haan met een lantaarn en een keer als een leeuw met een klokje), voorzichtigheid in de vorm van een spiegel. Aan de voorkant staan boeken, dit zijn de boeken die een goede rechter zou moeten raadplegen.
De attiek heeft snijwerk in de panelen. De pilasters op de verdieping zijn glad, dit geldt ook voor de twee pilasters aan de voorzijde van de erker, en hebben kapitelen in de stijl van de Ionische orde. De pilasters eronder, op de begane grond, zijn geblokt en hebben bladornamenten in de kapitelen. De voordeur en het kalf erboven zijn gesneden. Boven de voordeur en aan de voorkant van de erker boven het raam een halfrond bovenlicht met in de zwikken snijwerk. De erker wordt ondersteund door gesneden consoles
De voorgevel is een lijstgevel met in de kroonlijst gesneden voluten, trigliefen en metopen.
In het midden, onder de erker, is de voordeur geplaatst. De deur is voorzien van krulletters die de gespiegelde monogrammen vormen van Simon Schagen en zijn vrouw Cornelia Craft.